# E. C. Tubb
Edwin Charles Tubb, mais conhecido como E.C. Tubb (15 de outubro de 1919 - 10 de setembro de 2010) também conhecido como EC Tubb, e chamado de "Ted" por amigos, foi um escritor britânico de ficção científica, fantasia e romances ocidentais. Autor de mais de 140 romances e 230 contos e novelas, Tubb é mais conhecido por The Dumarest Saga (título coletivo dos EUA: Dumarest of Terra), uma saga épica de ficção científica ambientada em um futuro distante. Michael Moorcock escreveu: "Sua reputação de literatura de ficção científica veloz e colorida é incomparável a ninguém na Grã-Bretanha".
Muito do trabalho de Tubb foi escrito sob pseudônimos, incluindo Gregory Kern, Carl Maddox, Alan Guthrie, Eric Storm e George Holt. Ele usou 58 pseudônimos ao longo de cinco décadas de escrita, embora alguns deles fossem nomes de editoras também usados por outros escritores: Volsted Gridban (junto com John Russell Fearn), Gill Hunt (com John Brunner e Dennis Hughes), King Lang (com George Hay e John W. Jennison), Roy Sheldon (com H.J. Campbell) e Brian Shaw. O pseudônimo de Charles Gray de Tubb era exclusivamente seu e conquistou muitos seguidores no início dos anos 1950.

### The Dumarest Saga (EUA: Dumarest of Terra)
1. The Winds of Gath (1967) (também publicado com texto ligeiramente modificado como Gath [1968, 2010])
2. Derai (1968) (também publicado como The Death Zone [2010])
3. Toyman (1969)
4. Kalin (1969)
5. The Jester at Scar (1970)
6. Lallia (1971)
7. Technos (1972)
8. Veruchia (1973)
9. Mayenne (1973)
10. Jondelle (1973)
11. Zenya (1974)
12. Eloise (1975)
13. Eye of the Zodiac (1975)
14. Jack of Swords (1976)
15. Spectrum of a Forgotten Sun (1976)
16. Haven of Darkness (1977)
17. Prison of Night (1977)
18. Incident on Ath (1978)
19. The Quillian Sector (1978)
20. Web of Sand (1979)
21. Iduna's Universe (1979)
22. The Terra Data (1980)
23. World of Promise (1980)
24. Nectar of Heaven (1981)
25. The Terridae (1981)
26. The Coming Event (1982)
27. Earth is Heaven (1982)
28. Melome (1983) (publicado no Reino Unido com Angado [1984] como Melome and Angado  [1988])
29. Angado (1984) (publicado no Reino Unido com Melome [1983] como Melome and Angado  [1988])
30. Symbol of Terra (1984) (publicado no Reino Unido com The Temple of Truth [1985] como Symbol of Terra and The Temple of Truth [1989])
31. The Temple of Truth (1985) (publicado no Reino Unido com Symbol of Terra [1985] como Symbol of Terra and The Temple of Truth [1989])
32. The Return (1997) (written 1985 mas publicado anteriormente apenas em francês como Le Retour [1992])
33. Child of Earth (2008)

- The Winds of Gath / Derai (1973) (edição omnibus de The Winds of Gath [1967] e Derai [1968])
- Mayenne and Jondelle (1981) (edição omnibus de Mayenne [1973] e Jondelle [1973])
- Dumarest of Terra Omnibus (2005) (edição omnibus de The Winds of Gath [1967], Derai [1968], Toyman [1969] e Kalin [1969])

### Cap Kennedy (Reino Unido: F.A.T.E.)
Tudo como Gregory Kern
1. Galaxy of the Lost (1973)
2. Slave Ship from Sergan (1973)
3. Monster of Metelaze (1973)
4. Enemy Within the Skull (1974)
5. Jewel of Jarhen (1974)
6. Seetee Alert! (1974)
7. The Gholan Gate (1974)
8. The Eater of Worlds (1974)
9. Earth Enslaved (1974
10. Planet of Dread (1974)
11. Spawn of Laban (1974)
12. The Genetic Buccaneer (1974)
13. A World Aflame (1974)
14. The Ghosts of Epidoris (1975)
15. Mimics of Dephene (1975)
16. Beyond the Galactic Lens (1975)
17. The Galactiad (1983) (escrito em 1976, mas publicado anteriormente apenas em alemão, como Das kosmische Duell [1976])

### Space: 1999
1. Breakaway (1975)
2. Collision Course (1975)
3. Alien Seed (1976)
4. Rogue Planet (1976)
5. Earthfall (1977) (também publicado na edição revisada do 25º aniversário [2002])
6. Earthbound (2003)

### The Chronicles of Malkar
1. Death God's Doom (1999)
2. The Sleeping City (1999)

### Outros romances de ficção científica

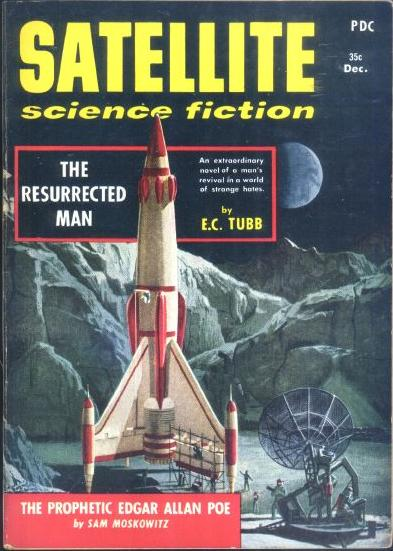
O romance de Tubb de 1954, The Resurrected Man, teve sua primeira publicação americana como matéria de capa na edição de dezembro de 1958 da Satellite Science Fiction

- Saturn Patrol (1951), como King Lang
  - também publicado como Saturn Patrol (1996) como E.C. Tubb
- Planetfall (1951), como Gill Hunt
- Argentis (1952), como Brian Shaw
  - também publicado como Argentis (1979) como E.C. Tubb
- Alien Impact (1952)
- Alien Universe (1952), como Volsted Gridban
  - também publicado como The Green Helix (2009) como E.C. Tubb
- Reverse Universe (1952), como Volsted Gridban
- Atom War on Mars (1952)
- Planetoid Disposals Ltd. (1953), como Volsted Gridban
- De Bracy's Drug (1953), como Volsted Gridban
  - também publicado como De Bracy's Drug (2004) como E.C. Tubb
  - também publicado como The Freedom Army (2009) como E.C. Tubb
- Fugitive of Time (1953), como Volsted Gridban
- The Wall (1953), como Charles Grey
  - também publicado como The Wall (1999, 2009) como E.C. Tubb
- The Mutants Rebel (1953)
  - também publicado como World in Torment (2008)
- Dynasty of Doom (1953), como Charles Grey
- The Tormented City (1953), como Charles Grey
  - também publicado como Secret of the Towers (2008) como E.C. Tubb
- Space Hunger (1953), como Charles Grey
  - também publicado como Earth Set Free (1999) como E.C. Tubb
  - também publicado como The Price of Freedom (2008) como E.C. Tubb
- I Fight for Mars (1953), como Charles Grey
  - também publicado como I Fight for Mars (1998) como E.C. Tubb
- Venusian Adventure (1953)
- Alien Life (1954)
- The Living World (1954), como Carl Maddox
- The Extra Man (1954)
  - também publicado como Fifty Days to Doom (2010)
- Menace from the Past (1954), como Carl Maddox
- The Metal Eater (1954), como Roy Sheldon
- Journey to Mars (1954)
- World at Bay (1954)
  - também publicado como Tide of Death (2008)
- City of No Return (1954)
- Hell Planet (1954)
- The Resurrected Man (1954)
- The Stellar Legion (1954)
- The Hand of Havoc (1954), como Charles Grey
- Enterprise 2115 (1954), como Charles Grey
  - também publicado como The Mechanical Monarch (1958) como E.C. Tubb
- Alien Dust (1955)
- The Space-Born (1956)
- Touch of Evil (1957), como Arthur Maclean
  - também publicado em versão revisada como The Possessed (2005) como E.C. Tubb
- Moon Base (1964)
- Death is a Dream (1967)
- The Life-Buyer (1967)
  - também publicado como The Life Buyer (2006)
- C.O.D. - Mars (1968)
  - também publicado como Fear of Strangers (2007)
- Escape into Space (1969)
- S.T.A.R. Flight (1969)
- Century of the Manikin (1972)
- The Primitive (1977)
- Death Wears a White Face (1979)
  - também publicado como Dead Weight (2007)
- Stellar Assignment (1979)
- The Luck Machine (1980)
- Pawn of the Omphalos (1980)
  - também publicado em versão revisada como Death God's Doom (1999)
- Stardeath (1983)
- Pandora's Box (1996) (trabalho não publicado anteriormente, escrito em 1954)
- Temple of Death (1996) (trabalho não publicado anteriormente, escrito em 1954)
- Alien Life (1998) (versão revisada e expandida deAlien Life [1954])
  - também publicado como Journey into Terror (2009)
- Alien Worlds (1999) ((coleção de Alien Dust [1955] e Alien Universe [1952])
- Footsteps of Angels (2004) (trabalho não publicado anteriormente. escrito em 1988)
- Starslave (2010) (trabalho não publicado anteriormente, escrito em 1984)
- To Dream Again (2011)
- Fires of Satan (2012)

### Coleções de contos
- Supernatural Stories 9 (1957), com vários pseudônimos
- Ten from Tomorrow (1966)
- A Scatter of Stardust (1972)
- Kalgan the Golden (1996)
- Murder in Space (1997)
- The Best Science Fiction of E.C. Tubb (2003)
- Mirror of the Night and Other Weird Tales (2003)
- The Wager: Science Fiction Mystery Tales (2011)
- The Ming Vase and Other Science Fiction Stories (2011)
- Enemy of the State: Fantastic Mystery Stories (2011)
- Tomorrow: Science Fiction Mystery Tales (2011)
- The Wonderful Day: Science Fiction Stories (2012)
- Only One Winner: Science Fiction Mystery Tales (2013)

### Romances
- Freight (1953, Nebula 3)
- Subtle Victory (1953, Authentic Science Fiction 39)
- The Inevitable Conflict (1954, Vargo Statten Science Fiction 1–3)
- Forbidden Fruit (1954, Vargo Statten/British Science Fiction 4–6)
- Star Haven (1954, Authentic Science Fiction 52)
- Number Thirteen (1956, Authentic Science Fiction 69), como Douglas West
- The Big Secret (1956, Authentic Science Fiction 70), como Ken Wainwright
- The Give-Away Worlds (1956, Authentic Science Fiction 72), como Julian Cary
- Enemy of the State (1956, Authentic Science Fiction 74), como Ken Wainwright
- There's Only One Winner (1957, Authentic Science Fiction 81), como Nigel Lloyd
- The Touch of Reality (1958, Nebula 28)
- Galactic Destiny (1959, SF Adventures 10)
- Spawn of Jupiter (1970, Vision of Tomorrow 11)

### Romances que não são de ficção científica
- Assignment New York (1955), como Mike Lantry
  - também publicado como Assignment New York (1996) como E.C. Tubb
- The Fighting Fury (1955), como Paul Schofield
  - também publicado como The Fighting Fury (1962), como Chuck Adams
  - também publicado como The Gold Seekers (2000) como E.C. Tubb
- Comanche Capture (1955), como E. F. Jackson
  - também publicado como The Captive (2000), como E.F. Jackson
  - também publicado como The Captive (2010) como E.C. Tubb
- Sands of Destiny (1955), como Jud Cary
  - também publicado como Sands of Destiny (2009) como E.C. Tubb
  - também publicado como Sands of Destiny: A Novel of the French Foreign Legion (2011) como E.C. Tubb
- Men of the Long Rifle (1955), como J.F. Clarkson
  - também publicado como The Pathfinders (2000), como Charles Grey
- Scourge of the South (1956), como M.L. Powers
  - também publicado como The Marauders (1960), como M.L. Powers
  - também publicado como Scourge of the South (2000), como George Holt
- Vengeance Trail (1956), como James Farrow
  - também publicado como The Liberators (2000), como Brett Landry
- Trail Blazers (1956), como Chuck Adams
  - também publicado como The Last Outlaw (1961), como Chuck Adams
  - também publicado como Trail Blazers (2000), como Eric Storm
  - também publicado como Trail Blazers (2007) como E.C. Tubb
- Quest for Quantrell (1956), como John Stevens
  - também publicado como Night Raiders (1960), como John Stevens
  - também publicado como Curse of Quantrill (2000), como Carl Maddox
- Drums of the Prairie (1956), como P. Lawrence
  - também publicado como The Red Lance (1959), como L.P. Eastern
  - também publicado como The Dying Tree (2000), como Edward Thomson
- Men of the West (1956), como Chet Lawson
  - também publicado como Massacre Trail (1960), como Chuck Adams
  - também publicado como Hills of Blood (2000), como Frank Weight
- Wagon Trail (1957), como Charles S. Graham
  - também publicado como Cauldron of Violence (2000), como Gordon Kent
  - também publicado como Cauldron of Violence (2010) como E.C. Tubb
- Colt Vengeance (1957), como James R. Fenner
  - também publicado como Colt Law (1962), como Chuck Adams
  - também publicado como The First Shot (2000) como E.C. Tubb

### The Gladiators
Todos como Edward Thomson
1. Atilus the Slave (1975)
2. Atilus the Gladiator (1975)
3. Gladiator (1978)

### Quadrinhos
- Hellfire Landing (Commando  edição 5, 1961)
- Target Death (Combat Library  edição 102, 1961)
- Lucky Strike (War Picture Library  edição 124, 1961)
- Calculated Risk (Air Ace Picture Library  edição 78, 1961)
- Too Tough to Handle (War Picture Library  edição 134, 1962)
- The Dead Keep Faith (War Picture Library  edição 140, 1962)
- The Spark of Anger (Battle Picture Library  edição 52, 1962)
- Full Impact (Air Ace Picture Library  edição 92, 1962)
- I Vow Vengeance (War at Sea Picture Library  edição 7, 1962)
- One Must Die (Battle Picture Library  edição 72, 1962)
- Gunflash (War Picture Library  edição 157, 1962)
- Hit Back (Battle Picture Library  edição 69, 1962)
- Suicide Squad (War Picture Library  edição 172, 1962)
- No Higher Stakes (Battle Picture Library  edição 89, 1963)
- Penalty of Fear (Thriller Picture Library  edição 444, 1963)

### Antologias
- Gateway to the Stars (ed. John Carnell, 1955) - 'Unfortunate Purchase'
- SF: The Year's Greatest Science Fiction and Fantasy (ed. Judith Merril, 1956) - 'The Last Day of Summer'
- SF '59: The Year's Greatest Science Fiction and Fantasy (ed. Judith Merril, 1959) - 'Fresh Guy'
- The Vampire (ed. Ornella Volta and Valerio Riva, 1963) - 'Fresh Guy'
- The Year's Best SF: 9 (ed. Judith Merril, 1964) - 'The Ming Vase'
- Dimension 4 (ed. Groff Conklin, 1964) - 'Sense of Proportion'
- Best of New Worlds (ed. Michael Moorcock, 1965) - 'New Experience'
- Weird Shadows from Beyond (ed. John Carnell, 1965) - 'Fresh Guy'
- New Writings in SF 6 (ed. John Carnell, 1965) - 'The Seekers'
- The Year's Best SF: 11th (ed. Judith Merril, 1966) - 'J is for Jeanne'
- SF Reprise 1 (ed. Michael Moorcock, 1966) - 'New Experience'
- Window on the Future (ed. Douglas Hill, 1966) - 'Sense of Proportion'
- 9th Annual S-F (ed. Judith Merril, 1967) - 'The Ming Vase'
- The Devil His Due (ed. Douglas Hill, 1967) - 'Return Visit'
- More Tales of Unease (ed. John Burke, 1969) - 'Little Girl Lost'
- The Best of Sci-fi 12 (ed. Judith Merril, 1970) - 'J is for Jeanne'
- The Year's Best Horror Stories (ed. Richard Davis, 1971) - 'Lucifer!'
- New Writings in Horror and the Supernatural (ed. David Sutton, 1971) - 'The Winner'
- New Writings in SF 22 (ed. Kenneth Bulmer, 1973) - 'Evane'
- Space 1 (ed. Richard Davis, 1973) - 'Mistaken Identity'
- The 1974 Annual World's Best SF (ed. Donald Wollheim, 1974) - 'Evane'
- New Writings in SF 23 (ed. Kenneth Bulmer,1974) - 'Made to be Broken', 'Accolade'
- History of the Science Fiction Magazine 1946-1955 (ed. Mike Ashley, 1974) - 'The Wager'
- World's Best SF Short Stories 1 (ed. Donald Wollheim, 1975) - 'Evane'
- New Writings in SF 28 (ed. Kenneth Bulmer, 1976) - 'Face to Infinity'
- New Writings in SF 29 (ed. Kenneth Bulmer, 1976) - 'Random Sample'
- Best of British SF Vol. 2 (ed. Mike Ashley, 1977) - 'Trojan Horse'
- Strange Planets (ed. A. Williams-Ellis and M. Pearson, 1977) - 'Made to be Broken'
- New Writings in SF 30 (ed. Kenneth Bulmer, 1978) - 'Read Me This Riddle'
- Perilous Planets (ed. Brian Aldiss, 1978) - 'The Seekers'
- The Androids Are Coming (ed. Robert Silverberg, 1979) - 'The Captain's Dog'
- Wollheim's World of Best SF (ed. Donald Wollheim, 1979) - 'Evane'
- Heroic Fantasy (ed. Gerald Page and Hank Reinhardt, 1979) - 'Blood in the Mist'
- Pulsar 2 (ed. George Hay, 1979) - 'The Knife'
- Jewels of Wonder (ed. Mike Ashley, 1981) - 'Blood in the Mist'
- The Drabble Project (ed. Rob Meades and David B Wake, 1988) - 'As it Really Was', 'The Very Small Knife'
- Space Stories (ed. Mike Ashley, 1996) - 'The Bells of Acheron'
- Classical Stories: Heroic Tales from Ancient Greece and Rome (ed. Mike Ashley, 1996) - 'The Sword of Freedom'
- The New Random House Book of Science Fiction Stories (ed. Mike Ashley, 1997) - 'The Bells of Acheron'
- Fantasy Annual 1 (ed. Philip Harbottle and Sean Wallace, 1997) - 'Time and Again'
- Heroic Adventure Stories: From the Golden Age of Greece and Rome (ed. Mike Ashley, 1998) - 'The Sword of Freedom'
- Giant Book of Heroic Adventure Stories (ed. Mike Ashley, 1998) - 'The Sword of Freedom'
- The Iron God/Tomorrow Gryphon Double (ed. Philip Harbottle, 1998) - 'Tomorrow'
- Fantasy Annual 2 (ed. Philip Harbottle and Sean Wallace, 1998) - 'Gift Wrapped'
- Fantasy Annual 3 (ed. Philip Harbottle and Sean Wallace, 1999) - 'Fallen Angel'
- Gryphon Science Fiction and Fantasy Reader 1 (ed. Philip Harbottle, 1999) - 'Talk Not at All'
- Fantasy Annual 4 (ed. Philip Harbottle and Sean Wallace, 2000) - 'Afternoon'
- Fantasy Quarterly 1 (ed. Philip Harbottle, 2001) - 'The Inevitable Conflict'
- Fantasy Adventures 1 (ed. Philip Harbottle, 2002) - 'Child of Earth'
- Fantasy Adventures 2 (ed. Philip Harbottle, 2002) - 'Figona', 'Emergency Exit'
- Fantasy Annual 5 (ed. Philip Harbottle and Sean Wallace, 2003) - 'Lazarus'
- Fantasy Adventures 3 (ed. Philip Harbottle, 2003) - 'Illusion'
- Fantasy Adventures 4 (ed. Philip Harbottle, 2003) - 'The Greater Ideal'
- Fantasy Adventures 5 (ed. Philip Harbottle, 2003) - 'The Answer'
- Fantasy Adventures 6 (ed. Philip Harbottle, 2003) - 'Food for Friendship'
- Fantasy Adventures 7 (ed. Philip Harbottle, 2003) - 'Sell Me a Dream'
- Mammoth Book of New Terror (ed. Stephen Jones, 2004) - 'Mirror of the Night'
- Fantasy Adventures 8 (ed. Philip Harbottle, 2004) - 'Jackpot'
- Fantasy Adventures 9 (ed. Philip Harbottle, 2004) - 'Spawn of Jupiter'
- Fantasy Adventures 10 (ed. Philip Harbottle, 2004) - 'The Dilettantes'
- Fantasy Adventures 11 (ed. Philip Harbottle, 2004) - 'Agent'
- Fantasy Adventures 12 (ed. Philip Harbottle, 2006) - 'You Go'
- Space:1999 - Shepherd Moon (ed. Mateo Latosa, 2010) - 'Dead End'